# Baliosus ferrugineus
Baliosus ferrugineus är en skalbaggsart som beskrevs av Staines 2006. Baliosus ferrugineus ingår i släktet Baliosus och familjen bladbaggar. Inga underarter finns listade i Catalogue of Life.